# Pavla Havlíková
Pavla Havliková (Liberec, 20 april 1983) is een Tsjechisch veldrijdster.

## Palmares
| Seizoen   | Wereldbeker | Superprestige | bpost Trofee | WK  | TK     | EK     | Overige                                   | Totaal aantal zeges |
| --------- | ----------- | ------------- | ------------ | --- | ------ | ------ | ----------------------------------------- | ------------------- |
| 2007-2008 |             | Gieten        |              | 16e | Goud   | 6e     | Pilsen, Wetzikon, Nommay                  | 5                   |
| 2008-2009 |             |               |              | DNF | Goud   | 7e     | Podbrezová, Louny, Ceska Lipa, Lucca      | 5                   |
| 2009-2010 |             |               | Oudenaarde   | 30e | DNF    | 5e     |                                           | 1                   |
| 2010-2011 |             |               |              | 13e | Zilver | 5e     |                                           | 0                   |
| 2011-2012 |             |               |              | 11e | Zilver | 12e    |                                           | 0                   |
| 2012-2013 |             |               |              | 20e | Goud   | DNF    |                                           | 1                   |
| 2013-2014 |             |               |              | 25e | Zilver | 8e     | Marikovska Dolina                         | 1                   |
| 2014-2015 |             |               |              | 21e | Brons  | Zilver |                                           | 0                   |
| 2015-2016 |             |               | Ronse        |     |        |        | Slany, Dielsdorf, Woerden, Tábor, Hittnau | 6                   |